# America's Sweetheart
America's Sweetheart är Courtney Loves debutalbum som soloartist, utgivet 10 februari 2004 genom Virgin Records.
Albumet spelades in våren 2003 vid Studio Miraval i Le Val, Frankrike. Det producerades av tre olika producenter, varav en av dem, James Barber, var Courtney Loves dåvarande partner. Förutom originalutgåvan gav man också ut en så kallad "clean version" utan några svordomar, där "Life Despite God" hade bytt namn till "Plague". Låtarna "Mono" och "Hold on to Me" blev även singlar.

## Låtlista
| Nr           | Titel                                       | Kompositör                                               | Längd |
| ------------ | ------------------------------------------- | -------------------------------------------------------- | ----- |
| 1.           | Mono                                        | Courtney Love, Linda Perry, Patty Schemel, Larry Schemel | 3:39  |
| 2.           | But Julian, I'm a Little Bit Older Than You | Love, P. Schemel, L. Schemel                             | 2:48  |
| 3.           | Hold on to Me                               | Love                                                     | 3:45  |
| 4.           | Sunset Strip                                | Love, Perry, P. Schemel, Jerry Best                      | 5:32  |
| 5.           | All the Drugs                               | Love, P. Schemel, Best, Chris Whitemyer                  | 4:31  |
| 6.           | Almost Golden                               | Love, James Barber                                       | 3:25  |
| 7.           | I'll Do Anything                            | Love, Perry, P. Schemel, Best                            | 3:01  |
| 8.           | Uncool                                      | Love, Perry, P. Schemel, Best, Bernie Taupin             | 4:37  |
| 9.           | Life Despite God                            | Love, Perry, P. Schemel, Best                            | 4:16  |
| 10.          | Hello                                       | Love, Perry, P. Schemel, Best                            | 3:10  |
| 11.          | Zeplin Song                                 | Love, Perry, Samantha Maloney                            | 2:48  |
| 12.          | Never Gonna Be the Same                     | Love, Perry, P. Schemel, Best                            | 5:07  |
| Total längd: | Total längd:                                | Total längd:                                             | 46:39 |

| 13. | Fly | Love, Perry, P. Schemel, Best | 2:43 |

## Medverkande
Musiker
- Courtney Love - sång, gitarr
- Scott McCloud - gitarr
- Lisa Leveridge - ytterligare gitarr
- Jerry Best - elbas
- Patty Schemel - trummor
- Samantha Maloney - ytterligare trummor
- Emilie Autumn - fiol

- Chris Whitemyer - ytterligare instrument
- Joe Gore - ytterligare instrument

Teknisk personal
- Josh Abraham - producent
- James Barber - producent
- Matt Serletic - producent
- Courtney Love - ytterligare produktion
- Jamie Candiloro - ljudtekniker
- Greg Collins - ljudtekniker
- Ryan Williams - ljudtekniker
- Joe Zook - ljudtekniker, ljudmix
- Chris Lord-Alge - ljudmix
- David Thoener - ljudmix
- Andy Wallace - ljudmix

Design
- Olivia de Berardinis - skivomslag
  - David LaChapelle - fotografi
  - Courtney Love - teckningar